# Dąbrowa (Brzezinka)
Dąbrowa – nieoficjalny przysiółek wsi Brzezinka, w gminie Karczew, w powiecie otwockim, województwie mazowieckim.
Dąbrowa powstała pod koniec XIX wieku w wyniku rozparcelowania folwarku Wola Sobiekurska. Pierwszymi mieszkańcami wsi byli chłopi: Józef Barszczewski (1847 – 1916), Łukasz Rosłoniec (1853 – 1916), Józef Rogulski (1866 – 1921), Franciszek Stanaszek (1849 – 1922), Franciszek Niziołek (1836 – 1919). Pod koniec XIX wieku osada liczyła 11 gospodarstw.